# احد پازاج
احد پازاج (زادهٔ ۱ تیر ۱۳۴۹) کشتی‌گیر پیشین ایرانی، مربی کشتی فرنگی و مدیر ورزشی است. او استاد علوم ورزشی در دانشگاه‌های اردبیل است و در سال ۱۳۹۰ به عنوان مدیر کل امور ورزش و جوانان استان اردبیل انتخاب گردید. پازاج مدتی نیز عضو شورای فنی کشتی فرنگی ایران بوده است. درسال ۲۰۱۴ با سرمربیگری احد پازاج تیم کشتی فرنگی ایران قهرمان جهان شد.
پازاج سابقهٔ سال‌ها عضویت در تیم ملی کشور فرنگی ایران را دارد. او قهرمان کشتی آسیا در سال‌های ۱۹۸۷، ۱۹۹۲ و ۱۹۹۳، و همچنین برندهٔ مدال برنز بازی‌های آسیایی ۱۹۹۰ پکن است. پازاج در مسابقات قهرمانی آسیا 1992 تهران بعنوان ستاره مسابقات انتخاب شد